# تربر سادات
تربر سادات، روستایی در دهستان تربر بخش داریان شهرستان شیراز در استان فارس ایران است.

## جمعیت
بر پایه سرشماری عمومی نفوس و مسکن در سال ۱۳۹۵، جمعیت این روستا برابر با ۲۹۳ نفر (۸۶ خانوار) بوده است.